# آلخوسن
آلخوسن (به اسپانیایی: Aljucén) یک شهرستان در اسپانیا است که در استان باداخس واقع شده‌است.